# Robert Stevenson (ingeniør)
 Der er flere personer med dette navn, se Robert Stevenson.
Robert Stevenson (født 8. juni 1772, død 12. juli 1850) var en skotsk ingeniør og opfinder. Han konstruerede blandt andet fyrtårne med blinkende lanterner.
Forfatteren Robert Louis Stevenson var Robert Stevensons sønnesøn.